# فاکستون، کمبریج‌شر
فاکستون (به انگلیسی: Foxton) یک روستا و محله مدنی در بریتانیا است که در کمبریج‌شر جنوبی واقع شده‌است. فاکستون ۱٬۱۶۱ نفر جمعیت دارد.